# Motor-Union
De Koninklijke Automobielclub Motor-Union Mechelen is een voormalige Belgische auto- en motorclub. Door de jaren heen is de vereniging echter uitgegroeid naar een vrijetijdsclub. Zo worden er regelmatig uitstappen gedaan, bezoeken gebracht aan een museum of een toneel, genoten van lekker eten en drinken.

## Geschiedenis

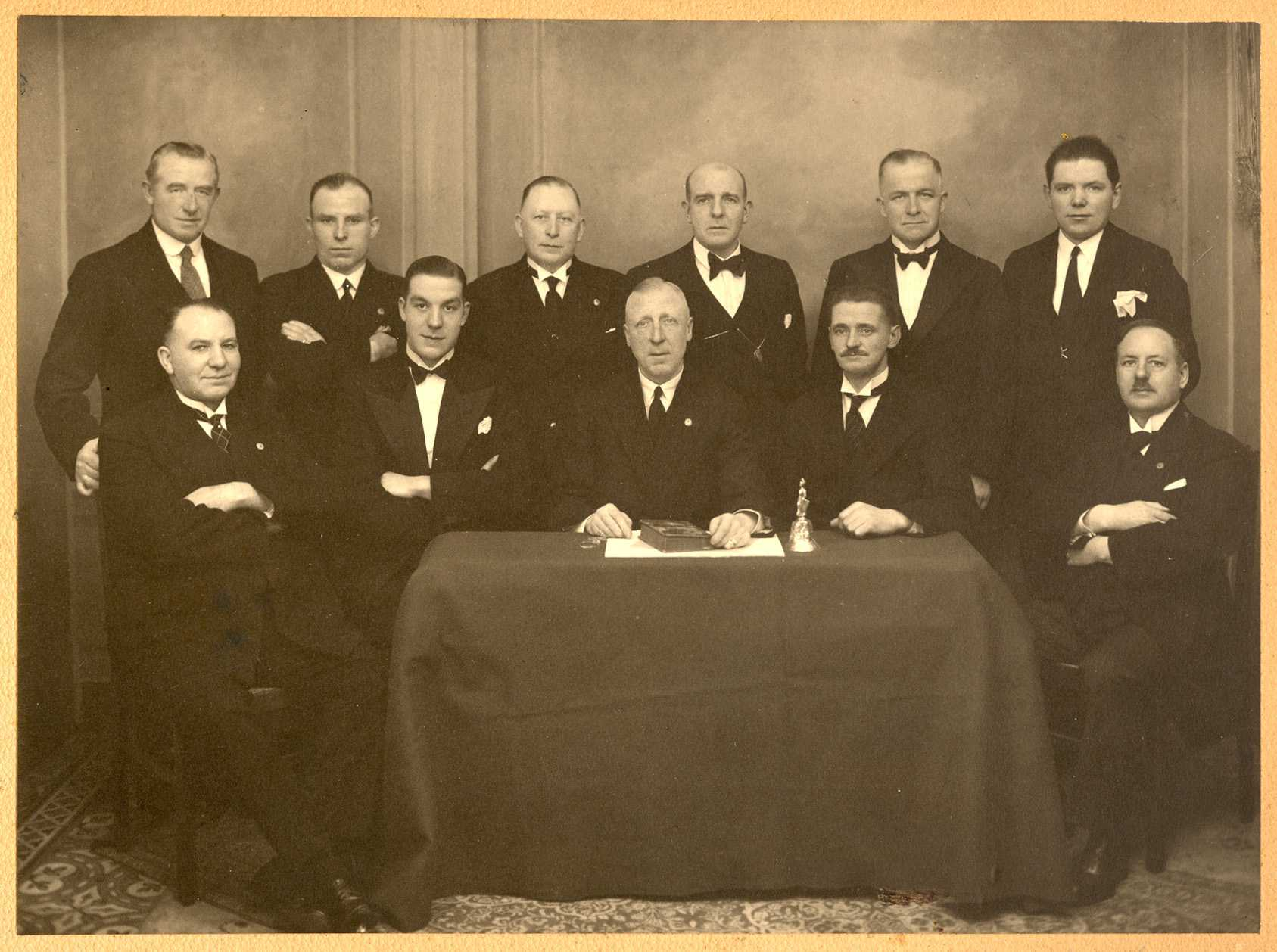
Het bestuur in 1934: vlnr staande: Mr Kerselaars, Mr Bedrams, Mr Van Dam, Mr Sylverans, Mr Vekemans, Mr Sonck; vlnr zittend: Mr Kinet, Mr R. Vekemans, Mr Cerulus, Mr Pessers, Mr Bouquet

Op 24 september 1924 werd in Mechelen, in navolging van Luik, een automobiel- en motorclub opgericht met de naam Motor-Union. Deze club was toen tweetalig, en de initiatiefnemer was Albert De Meester de Betzenbroeck, woonachtig in het kasteel op de Leuvensesteenweg te Muizen. De eerste leden waren dan ook vooral de notabelen van Mechelen, dokters, notarissen, zelfstandigen, en andere mensen, die zich een wagen of motor konden aanschaffen.
In 1926 werden de "Statuten en Reglementen" uitgegeven, weliswaar in het Nederlands en het Frans. De activiteiten bestonden onder andere uit behendigheidswedstrijden met motor op de IJzerenleen, uit dagtrips met de auto. Er namen geregeld meer dan 15 wagens aan deel, waardoor bijgevolg er dus overal mensen langs de weg kwamen kijken toen Motor-Union passeerde. Zo'n karavaan auto's was in die jaren echt een bezienswaardigheid. Andere activiteiten waren bijvoorbeeld ook gericht tegen de toestand van de wegen; zo werd er in 1928 eens actie gevoerd in Rumst, en werd de steenweg opgebroken door Motor-Union om te protesteren tegen de slechte staat van het wegdek. 
Het eerste lidgeld dat betaald werd was 25 fr per jaar. Er waren toen leden die het als een eer zagen om dubbel lidgeld te betalen. Rond het jaar 1932 werd de club opgesplitst in een auto- en een motorclub. Wanneer de (auto)club op uitstap trok, waren er altijd wel leden die onderweg motorpech kregen. Daarom kwam het zeer goed uit dat in 1934, toen een zekere Leon Cerulus voorzitter was, er een kleine garagist in Mechelen was die geschikt leek om lid te worden van de club, zodat motorpech onderweg steeds verholpen kon worden. Die persoon, met name Louis Troch, vertrok dan ook 's morgens met propere kleren mee op de toeristische uitstapjes, maar kwam 's avonds wel helemaal besmeurd thuis.
Voor de oorlog had Motor-Union een eigen orkest, dat speelde op de talrijke bals die er toen gehouden werden.
In de periode '40-'45 gebeurde er weinig, want door de oorlog was er een soort verbod op alle verenigingen; maar in stilte bleef de club wel bestaan. En na de oorlog hervatten stilaan de wekelijkse uitstappen met de auto. Het is ook dan dat Mr Lauwers voorzitter werd, en einde jaren '70 was het de beurt aan Mr Anthone. Het is ook in de beginjaren '70 dat de club er met het vliegtuig op uittrok, onder andere naar Mallorca. Na 1976 begonnen de activiteiten stilaan te verminderen. Begin jaren '80 kwam er echter geleidelijk een verjonging, waardoor de club langzaamaan nieuw leven kreeg ingeblazen. De activiteiten werden wel iets algemener, want de ontspanning was nu niet meer met de auto rijden, maar liefst de auto even aan de kant laten staan. Motor Union is zo van een echte automobielclub uitgegroeid is naar een ontspannings- en vrijetijdvereniging voor de hele familie.